# 次溴酸
次溴酸是一个不稳定的弱酸，化学式为HBrO，其中溴的氧化态为+1。次溴酸只存在于溶液中，性质与次氯酸类似，用作氧化剂、除臭剂、消毒剂、漂白剂和抗菌劑。温血脊椎动物体内含有次溴酸，主要由嗜酸性粒细胞过氧化物酶生成。
次溴酸生成的盐称作次溴酸盐，也是不稳定的物质，容易发生歧化反应生成相应的溴酸盐和溴化物。
溴与水反应生成次溴酸和氢溴酸：
Br2(l) + H2O(l) ↔ HBrO(aq) + HBr (aq)